# The Universal Music Collection
The Universal Music Collection è una raccolta del cantautore italiano Mimmo Locasciulli, pubblicata nel 2009 dall'etichetta discografica Universal.

## Descrizione
Box set composto da 4 CD e 1 DVD: i CD sono 4 album originali del cantautore, Tango dietro l'angolo, Delitti perfetti, Uomini, Il futuro e il DVD Tango dietro l'angolo (live) : concerto al Teatro Manzoni di Roma con Greg Cohen, Willy Schwarz & Band (1991), documentario Tango dietro l'angolo (New York 1990), videoclip Tango dietro l'angolo, videoclip Powderfinger (con F. De Gregori) e videoclip Il futuro.

## Tracce
- CD (Universal, 0602527027234)

CD1 - Tango dietro l'angolo
1. Tango dietro l'angolo – 3:54
2. Avrò diamanti – 3:50
3. Tutto bene – 3:29
4. Mosche & Mosquitos – 2:56
5. Luna vagabonda – 3:48
6. Siamo noi – 4:14
7. Il giorno più difficile (Starsene in casa è inutile) – 4:07
8. Portamenti turistici – 5:21
9. Due amiche – 4:18
10. Luna vagabonda (Bahama Mama) – 3:20
11. Buonanotte nella pioggia – 4:15

Durata totale: 43:32
CD2 - Delitti perfetti
1. Povero me – 3:43
2. Delitti perfetti – 4:31
3. Il treno della notte – 4:00
4. Gli occhi – 3:54
5. Piccola luce – 4:32
6. Ballando – 4:16
7. Intorno a trentanni – 4:06
8. Due ore – 4:16
9. Cala la Luna – 3:42
10. Dicembre – 3:23
11. Una vita che scappa – 4:01
12. Alone – 3:25
13. Sognadoro – 4:37
14. Pixi Dixie Fixi – 3:03
15. Natalina – 3:35

Durata totale: 59:04
CD3 - Uomini
1. Il suono delle campane (feat. Francesco De Gregori) – 4:29
2. Il cane – 4:58
3. Padre mio – 4:21
4. Svegliati amore – 5:56
5. Una vita elementare (feat. Stefano Delacroix) – 4:42
6. L'inganno del tempo – 3:58
7. Auto monoposto – 4:22
8. La pioggia e l'esilio – 4:38
9. Qualcosa farò – 4:43

Durata totale: 42:07
CD4 - Il futuro
1. Il futuro – 6:03 (testo: Leonard Cohen, testo italiano Francesco De Gregori)
2. Powderfinger (feat. Cereno Diotallevi) – 4:31 (testo: Neil Young)
3. Andiamo verso il niente – 4:55 (testo: David Byrne)
4. Sono i soldi che amo – 3:52 (testo: Randy Newman)
5. Stella di vetro – 4:59
6. Una serie di sogni – 4:52 (testo: Bob Dylan)
7. Storia di una bottiglia – 3:20 (testo: Gary Brooker)
8. China la testa – 3:01 (testo: Tom Waits, Kathleen Brennan)
9. Come viviamo questa età – 4:58
10. Vita da scemo – 5:03 (testo: Elvis Costello)
11. Il cielo era lì – 3:11 (testo: Willy De Ville)

Durata totale: 48:45
DVD - Tango dietro l'angolo (live)
1. Una vita che scappa
2. Avrò diamanti
3. Due amiche
4. Due ore
5. Tango dietro l`angolo
6. Siamo noi
7. Il giorno più difficile
8. Gli occhi
9. Piccola luce
10. Il treno della notte
11. Ballando
12. Mosche e mosquitos
13. Sognadoro
14. Intorno a trentanni
15. Blu
16. Adesso è tutto ok
17. Portamenti turistici
18. Tango dietro l'angolo (Extra - documentario)
19. Il giorno più difficile (Extra - videclip)
20. Powderfinger (Extra - videoclip con Francesco De Gregori)
21. Il futuro (Extra - videoclip)